# Amon Düül II
Gli Amon Düül II (o Amon Düül 2) sono un gruppo musicale rock progressivo tedesco sorto nel 1968. Il gruppo, fortemente politicizzato, fu uno dei capostipiti della storia del rock in Germania ed uno degli ispiratori del krautrock.

## Storia
La formazione iniziale degli Amon Düül II, fondata in una comune di Monaco di Baviera, era composta da Chris Karrer, Peter Leopold, Ulrich Leopold, Falk Rogner, John Weinzierl e Renate Knaup-Krötenschwanz.
Il nome del gruppo deriva dal dio del sole egizio Amon e dal nome di un personaggio di un romanzo turco o, secondo Renate Knaup, da un brano chiamato Dyl dei The Ceyleib people, gruppo nel quale ha militato Ry Cooder. Il due in caratteri romani serviva per differenziare il progetto da un altro gruppo, omonimo e nato dalla stessa comune, che si basava maggiormente su improvvisazione e anticonformismo, più che sulla abilità tecnica.

Dopo gli inizi passati a suonare anche in festival come lo Essner songtage 1968 di Essen, nel 1969 uscì l'album di esordio Phallus Dei, che pone le basi per il Krautrock a seguire. Da esso fu creato un film-concerto chiamato Amon Düül plays Phallus Dei. A seguito del successo dell'album, venne chiesto loro di suonare un proprio pezzo nel film TV di Rainer Werner Fassbinder Il viaggio a Niklashausen. Successivamente, parteciparono anche alla colonna sonora del film San Domingo di Hans-Jürgen Syberberg, ottenendo, grazie a ciò, il premio per la miglior musica da film ai Deutscher Filmpreis del 1971. La prima metà degli anni settanta fu la più produttiva per il gruppo, portando alla realizzazione di dieci album in sei anni, oltre a diverse compilation ufficiali. Il disco successivo, Yeti, fu il primo a destare interesse in Gran Bretagna e gli Amon Düül II vennero definiti nel 1972 da Melody Maker come 
.
A partire dal 1975 il gruppo, precedentemente a gestione indipendente, si mise sotto contratto con la Atlantic Records che, cercandone una certa commercializzazione, inserì nella produzione dei loro dischi una vena disco music, molto apprezzata all'epoca. Con l'avvento della New wave e del Punk, a cavallo del 1980, il Kraut rock perse forza e gli Amon Düül II esaurirono temporaneamente il proprio percorso.
Durante gli anni ottanta John Weinzerl organizzò una nuova versione del gruppo mettendo insieme musicisti gallesi e pubblicando cinque album, ma senza lasciare un segno creativo.
I Düül si riunirono brevemente a causa della morte dell'amico Robert Calvert, cantante degli Hawkwind per un paio di anni, per il quale eseguirono un concerto commemorativo, che poi sfociarono in una serie di concerti in Italia. Anche alcune registrazioni fatte con Calvert vennero pubblicate sotto il nome di Amon Düül II.
A partire dal 1995, con la rivalutazione del Kraut rock, i Düül ripresero una certa attività con album, concerti e ristampe del vecchio materiale.

## Discografia

### Album
- Phallus Dei (1969)
- Yeti (1970)
- Tanz der Lemminge (aka Dance of the Lemmings) (1971)
- Carnival in Babylon (1972)
- Wolf City (1972)
- Utopia (sotto lo pseudonimo di Utopia) (1973)
- Vive La Trance (1974)
- Hijack (1974)
- Made in Germany (Double LP) (1975)
- Pyragony X (1976)
- Almost Alive (1977)
- Only Human (1978)
- Vortex (1981)
- Nada Moonshine (1995)
- Kobe (Reconstructions) (1996)
- Eternal Flashback (1996)
- Bee as such (2010)

### Raccolte
- Lemmingmania (1975)
- Rock in Deutschland Vol.1 (1978)
- Milestones (1989)
- Surrounded by the Bars (1993)
- The Greatest Hits (1994)
- The Best of 1969-1974 (1997)
- Flawless (1997)
- Drei Jahrzehnte (1968-1998) (1997)

### Dal vivo
- Live in London (1973)
- Almost Alive... (1977)
- Live in Concert (registrazione BBC del 1973) (1992)
- Live in Tokyo (1996)